# Макс Пэйн (фильм)
«Макс Пэйн» (англ. «Max Payne») — триллер режиссёра Джона Мура, являющийся адаптацией компьютерной игры Max Payne.

## Сюжет
Детектив полицейского департамента Нью-Йорка Макс Пэйн на протяжении вот уже трёх лет является сотрудником отдела по нераскрытым делам. В свободное от работы время он пытается найти убийцу своей жены Мишель и их маленького ребёнка — они были убиты три года назад неизвестным. Макс расстрелял двух его сообщников, но сам убийца от него сбежал. Тревор, осведомитель Макса, наводит его на человека, который может быть связан с убийцей — употребляющего наркотик «Валькирия» (англ. valkyr) мелкого уголовника. Макс устраивает перестрелку с наркоманом и двумя его спутниками в общественном туалете на станции метро. Победив в ней, он допрашивает наркомана, но не добивается от него ответа. Он снова находит Тревора в ночном клубе (который оказался наркопритоном) и пытается узнать от осведомителя ещё какие-либо подсказки. В клубе Макс встречает двух сестёр — бандитку Мону и развязную наркоманку Наташу Сакс, а также покрытого татуировками мафиози Джека Люпино. Макс и Наташа поочерёдно спасают друг друга из неприятных ситуаций — Макс отвлекает Наташу от разговора с Моной, а появление Наташи предотвращает схватку Люпино с Максом. Однако появление Моны чем-то напомнило ему Мишель. Заметив на запястье Наташи татуировку в виде пернатого крыла — ту же, что была у наркомана из метро, Макс приглашает свою новую знакомую к себе домой. Находящаяся под действием «Валькирии» Наташа пытается переспать с Максом, однако её поведение вызывает у Макса неприятные воспоминания о смерти жены, и он вышвыривает женщину вон. В переулке галлюцинации Наташи обостряются — крылатые чудовища-«валькирии» преследуют её и разрывают на части. На самом деле её убивает ножом-мачете Джек Люпино.
На следующее утро, когда Макс прибывает на работу, его старый товарищ, полицейский детектив из отдела убийств Алекс Балдер, ведущий дело об убийстве жены и ребёнка Макса, сажает его в машину и везёт на место убийства Наташи Сакс — в переулок близ дома Макса. Тело Наташи сильно изуродовано и расчленено; однако среди её останков находят бумажник Макса, украденный Наташей в предыдущую ночь. Таким образом, Макс становится подозреваемым в деле о её убийстве. Алекс замечает на руке Наташи крылообразную татуировку, перебирает фотографии, связанные с делом об убийстве Мишель, и находит фотографию одного из расстрелянных Максом налётчиков с аналогичной татуировкой. Алекс по телефону назначает Максу встречу у того дома; когда Макс Пэйн приезжает домой, то находит дверь взломанной, а Алекса убитым. Убийца, находящийся в доме, нападает на Макса и избивает его, но оставляет в живых.
Макс приходит в себя в больнице, где к нему приходит посетитель — старый друг его отца, бывший полицейский детектив Б. Б. («Биби») Хенсли, ныне работающий начальником охраны в крупной фармацевтической корпорации «Эйсир», где перед смертью работала и жена Макса. Они едут на похороны Алекса, по дороге заехав на работу к Б. Б., в небоскрёб — штаб-квартиру «Эйсир», где Макса приветствует глава компании Николь Хорн, помнящая его самого и его жену. На похоронах вдова Алекса, Криста, объявляет Макса виновником смерти её мужа и выгоняет его вон. Когда Макс выходит из дома, его задерживает лейтенант Джим Бравура из отдела внутренних расследований. Бравура пытается допросить Макса, но ничего не добивается. Макс уходит от него, и, будучи одержим новой идеей, вламывается в кабинет Алекса и пересматривает дела, которые тот вёл перед смертью. В деле Наташи Сакс он находит данные о её последнем звонке некоему Оуэну Грину.
Макс пытается разыскать этого человека. Он сталкивается с сестрой Наташи, бандиткой Моной Сакс, которая обвиняет его в убийстве Наташи и избивает. Максу удаётся убедить её, что убийца не он, и они вместе отправляются к Оуэну Грину — вконец опустившемуся от употребления «Валькирии» наркоману. Грин, на чьём теле также есть татуировки в виде крыльев, при виде «гостей» совершает самоубийство, свалившись в пролом стены на верхнем этаже дома; в наркотическом бреду ему кажется, что его выбрасывает в пролом крылатая «валькирия». Макс и Мона обращаются в салон татуировок; мастер-татуировщик рассказывает им, что вытатуированные крылья символизируют валькирий, ангелов битвы из скандинавской мифологии, парящих на поле брани и забирающих воинов в рай. Те, кто наносил себе такие татуировки, надеялись на покровительство валькирий. Мона встречается с торговцем оружием Линкольном, который наводит её на мафиози Люпино, собирающего свою маленькую армию. Макс тем временем посещает склад, где хранились бумаги его покойной жены Мишель, и обнаруживает, что их все кто-то изъял.
Он снова встречается с Б. Б. в баре и уговаривает того сообщить Максу имя бывшего руководителя Мишель — некоего Джейсона Колвина. Макс приезжает к Колвину в штаб-квартиру «Эйсир», запирает того в кабинете и избивает; Колвин в ужасе рассказывает Максу, что их группа работала по контракту с министерством обороны, разработав для создания суперсолдат препарат «Валькирия», позже распространившийся как наркотик. Проект был закрыт из-за малой эффективности препарата — лишь единицы из солдат-добровольцев, на которых использовали «Валькирию», действительно обрели несокрушимый боевой дух, у остальных начались ужасные галлюцинации и выработалась сильная зависимость от «Валькирии». Макс забирает папку с документами по проекту «Валькирия» и пытается вместе с Колвином покинуть здание. «Группа спецназа», прибывшая по сигналу тревоги, убивает Колвина, а потом пытается пристрелить и Пэйна; Максу удаётся уйти и от них и от прибывшего лейтенанта Бравуры.
Макс и Мона смотрят находящийся в папке видеодиск, на котором среди прочих записей есть интервью с одним из солдат, на которых «Валькирия» все-таки сработала именно так, как надо — внушив тому чувство собственной непобедимости; и это морской пехотинец Джек Люпино, ныне ставший гангстером. Макс по наводке Моны (сама она отказывается идти на верную смерть) отправляется в логово Люпино, ночной клуб «Рагнарок», и после нескольких боев с людьми Люпино сталкивается с самим мафиози. Их поединок переходит в патовую ситуацию, которую разрешает внезапно появившийся Б. Б., застрелив Люпино.
Макс понимает, что не Люпино убил его семью и Алекса, и говорит об этом Б. Б., но спутник Б. Б. — заместитель того в отделе охраны — оглушает Макса и надевает на того наручники. Б. Б. и его спутник выводят Макса на пристань, где Б. Б. объясняет ситуацию. Когда была выявлена зависимость, которую вызывает «Валькирия» у большинства людей, Б. Б. начал торговать им как наркотиком и убил жену Макса Мишель, когда она случайно узнала о его грязных делах. Б. Б. намерен утопить Макса, представив это как несчастный случай из-за передозировки наркотиков — с этой целью он засовывает две капсулы с «Валькирией» Максу в карман куртки. Максу удаётся сбежать от своих несостоявшихся убийц, прыгнув в покрытую льдинами реку Гудзон. Он практически тонет в ледяной воде, но видение Мишель и ребёнка заставляет его предпринять усилие и выбраться на берег.
Макс слишком обессилел и вот-вот умрёт от переохлаждения; чтобы обрести силы для мести Б. Б., он принимает обе ампулы с «Валькирией». Они действуют на него так же, как и на Люпино, вызвав видения валькирий в горящих небесах и ощущение собственной непобедимости. Б. Б., вернувшийся в небоскрёб «Эйсир», узнает, что Бравура, заметив в расследовании «преступлений» Макса неувязки (что Колвин был убит не Максом, а переодетыми сотрудниками «Эйсир»), подключил к делу ФБР. Б. Б. пытается бежать, но появляется Макс, вступающий в бой с корпоративным спецназом «Эйсир»; ему помогает Мона. Николь Хорн, глава «Эйсир», оставляет Б. Б., не прислав тому спасительный вертолёт. Заместитель Б. Б. минирует здание и, будучи расстрелянным Моной, взрывает сразу несколько этажей. Это не мешает Максу подняться вслед за Б. Б. на крышу здания, на вертолётную площадку, где Макс Пэйн наконец расправляется с убийцей своей жены. Его окружает вызванный Бравурой спецназ, на сей раз не корпоративный, а настоящий.
После титров Макс и Мона в том же баре, где Макс беседовал с Б. Б., читают газету со статьёй о стремительном взлёте корпорации «Эйсир», понимая, что их настоящий враг — Николь Хорн.

## В ролях
| Актёр            | Роль                        |
| ---------------- | --------------------------- |
| Марк Уолберг     | Макс Пэйн                   |
| Мила Кунис       | Мона Сакс                   |
| Бо Бриджес       | Би Би Хенсли                |
| Лудакрис         | Джим Бравура                |
| Донал Лог        | Алекс Болдер                |
| Крис О’Доннелл   | Джейсон Колвин              |
| Кейт Бертон      | Николь Хорн                 |
| Амори Ноласко    | Джек Люпино                 |
| Ротафорд Грэй    | Джо, заместитель Би Би      |
| Нелли Фуртадо    | Криста Болдер               |
| Ольга Куриленко  | Наташа Сакс                 |
| Марианти Эванс   | Мишель Пэйн                 |
| Джоэл Гордон     | Оуэн Грин                   |
| Джейми Гектор    | Линкольн                    |
| Эндрью Фридман   | Тревор                      |
| Стивен Р. Харт   | Мастер-татуировщик          |
| Джеймс Маккеффри | спецагент ФБР Джек Талиенте |

## Производство
По сюжету фильма события происходят в Нью-Йорке, однако фильм снимали в Торонто. Фасад полицейского участка, где работал Макс Пэйн, — фасад здания Канадского Коммерческого банка (CIBC).
Станция метро Roscoe Street, где Макс Пэйн устроил перестрелку с наркоманами — станция метрополитена Торонто Lower Bay.
Финальный эпизод происходит на крыше здания, на которой расположена вертолётная площадка. Необходимую натуру для съёмок найти не удалось, поэтому декорация была построена в студии на фоне «зелёного экрана». Фоновое изображение Нью-Йорка было добавлено позже с помощью компьютерной графики.

## Критика
Фильм получил негативные отзывы. Он набрал 16 % по шкале рейтинга «тухлости» на Rotten Tomatoes, основанных на 138 обзорах, и единодушное мнение, что «В то время, как создатели фильма хвастают стильным экшеном, сам Макс Пэйн несёт потери от непоследовательного сюжета и режиссуры». Другой сайт-агрегатор — Metacritic — дал фильму 31 балл из 100 возможных с учётом 25 обзоров, что свидетельствует о в целом негативных оценках.
Том Лонг отметил, что фильм может оказаться наихудшим в году.
Льюис Келлер из журнала Urban Cinefile назвала самым выдающимся элементом фильма технологическую подготовку его производства.
Брюс Патэрсон, писавший для Australian Film Critics Association и Cinephilia, отметил, что «Марк Уолберг отлично подходит для ролей отчаянных и упорных людей», но в отношении Валькирий заключил, «их можно было сделать более норвежскими и менее зловещими».
Критик Армонд Уайт защищал фильм, утверждая, что Мур «открывает истинные страхи повседневности, и его работа более богата красочными картинами, нежели сюжетом». Вторичность сюжета фильма явно прослеживается на фоне «комиксовых», «Бэтмена», «Женщины-кошки» и «Универсального солдата».
Обозреватель сайта IGN Джим Вейвода сказал, что «также не способствует успеху картины то, что Уолберг придал ей серые тона…» Он утверждал, что «геймеры будут разочарованы, сравнивая всё это с игрой».
Несмотря на это, IGN присудил фильму награду «Лучшая адаптация компьютерной игры» 2008 года.
Скотт Миллер, продюсер игры Max Payne и основатель 3D Realms, в 2024 году вспоминал, что был мгновенно разочарован и расстроен, увидев фильм. По его словам, «сюжет кардинально изменился по сравнению с оригинальным сценарием, который мы продали Fox. Проблема была в том, что режиссёр фильма переделал сценарий так, что он больше не напоминал сюжет игры». Окружающим Миллер сказал, что экранизация — «катастрофа», а в студию было отправлено письмо по электронной почте, где присутствовала «дюжина» ключевых ошибок в адаптации. Несмотря на это, продюсер считает, что современный Голливуд способен правильно снять «Макса Пэйна», если вернуться к оригинальному сценарию и привлечь самого Миллера и Сэма Лейка в качестве консультантов.

## Кассовые сборы
Несмотря на негативные отзывы, «Макс Пэйн» занял первое место по театральным кассовым сборам, собрав 17 639 849 долларов в первые же выходные.
К 1 декабря 2008 года фильм собрал 40 150 308 долларов в США и 40 300 000 долларов в международном масштабе, общемировые сборы составили 87 066 930 долларов. Хотя фильм и не имеет ошеломляющего успеха, он стоит в том же ряду, что и другие адаптации компьютерных игр, такие как «Хитмэн», «Сайлент Хилл» и «Обитель зла». Среди фильмов-адаптаций компьютерных игр фильм занимает девятое место по кассовым сборам.